# Pleine-Fougères
Pleine-Fougères è un comune francese di 1 912 abitanti situato nel dipartimento dell'Ille-et-Vilaine nella regione della Bretagna.

## Società

### Evoluzione demografica
Abitanti censiti